# James Fitz-James, I duque de Berwick
James Fitz-James Stuart, duque de Berwick, de Fitz-James y de Liria y Jérica (Moulins, Francia; 21 de agosto de 1670-Philippsburg, Wurtemberg; 12 de junio de 1734) fue un militar anglo-francés, hijo ilegítimo del rey Jacobo II de Inglaterra e Irlanda y VII de Escocia y de Arabella Churchill, hermana del duque de Marlborough. En Inglaterra fue I duque de Berwick, barón de Bosworth y conde de Tinmouth, en Francia I duque de Fitz-James, y en España I duque de Liria y Jérica y caballero de la Orden del Toisón de Oro.

## Biografía

### Orígenes y familia
James Fitz-James nació en Moulins, Francia. Era hijo ilegítimo del futuro rey Jacobo II de Inglaterra e Irlanda y VII de Escocia, entonces duque de York, y de Arabella Churchill, hermana del duque de Marlborough. Su padre era católico y puso especial hincapié en que su hijo recibiera una educación católica en Francia. En 1684 regresó a Inglaterra durante un breve periodo y posteriormente volvió a Francia para cursar estudios en el colegio jesuita de La Flèche.
En 1685 su padre accede al trono británico. Fitz-James, que se encontraba en París, se decidió por la carrera militar. Entró al servicio de Carlos V, duque de Lorena, y en 1686 participó en el asedio y asalto a Buda (Hungría), que estaba ocupada por los otomanos.
En el invierno de 1686 Fitz-James regresó a Inglaterra. Recibió el título de duque de Berwick de manos de su padre en 1687, así como los de par de Inglaterra, barón de Bosworth y conde de Tinmouth. Después volvió a Hungría y combatió en la batalla de Mohács.
Retornó posteriormente a Inglaterra y fue nombrado gobernador de Portsmouth. El rey Jacobo nombró a Fitz-James caballero de la Liga, pero debido a la invasión de Guillermo de Orange en 1688, la imposición efectiva del título nunca tuvo lugar. En 1688 Jacobo fue derrocado, convirtiéndose en el último monarca católico de Gran Bretaña, y Fitz-James se exilió con él a Francia.
En 1689 Fitz-James tomó parte activa en la campaña irlandesa entre las fuerzas jacobitas y las guillerminas, incluyendo la batalla del Boyne.

### Guerra de los Nueve Años
Después del exilio final de su padre, durante la guerra de los Nueve Años, Fitz-James sirvió en el ejército francés, dirigido por el mariscal de Luxemburgo, contra las fuerzas aliadas al mando de Guillermo de Orange. Fitz-James participó en las batallas de Steenkerque y de Landen, en esta última, el 29 de julio de 1693, fue hecho prisionero, pero intercambiado con el duque de Ormonde.
En 1695 contrajo matrimonio con la noble irlandesa Honora Burke, que fallecería tres años después cuando acompañaba a su marido en una campaña militar en el sur de Francia. El duque, dolido, decidió retirarse a Italia.
En 1700 regresa a Francia, donde contrae matrimonio con la inglesa Anne Bulkeley, con quien tuvo trece hijos. En 1701 falleció su padre, pero no pudo aspirar al trono británico por ser hijo ilegítimo de un rey destronado. Tal vez por esto decidió nacionalizarse francés y acercarse a la corte de Luis XIV de Francia.

### Guerra de sucesión española
En el año 1700 fallece sin descendencia Carlos II de España, de la dinastía de los Austrias. Las potencias europeas se disponen a colocar a un candidato digno de sus intereses. Inglaterra y los Países Bajos propusieron al archiduque Carlos de Austria, hijo del emperador del Sacro Imperio, aunque también poseía derechos de sucesión Felipe de Borbón, nieto de Luis XIV de Francia.
A comienzos de 1704 Luis XIV envía a España un gran ejército al mando del duque de Berwick para apoyar la causa de su nieto y afianzarle en el trono. El ejército entró en Madrid en febrero de 1704 rodeado de gran boato. El 4 de mayo el archiduque Carlos desembarcó en Lisboa, recibiendo apoyo de Pedro II de Portugal. Posteriormente, Carlos accede a Extremadura con su ejército anglo-holandés. Esta ofensiva fue rechazada por las tropas españolas de Felipe V y los refuerzos franceses al mando de Berwick.

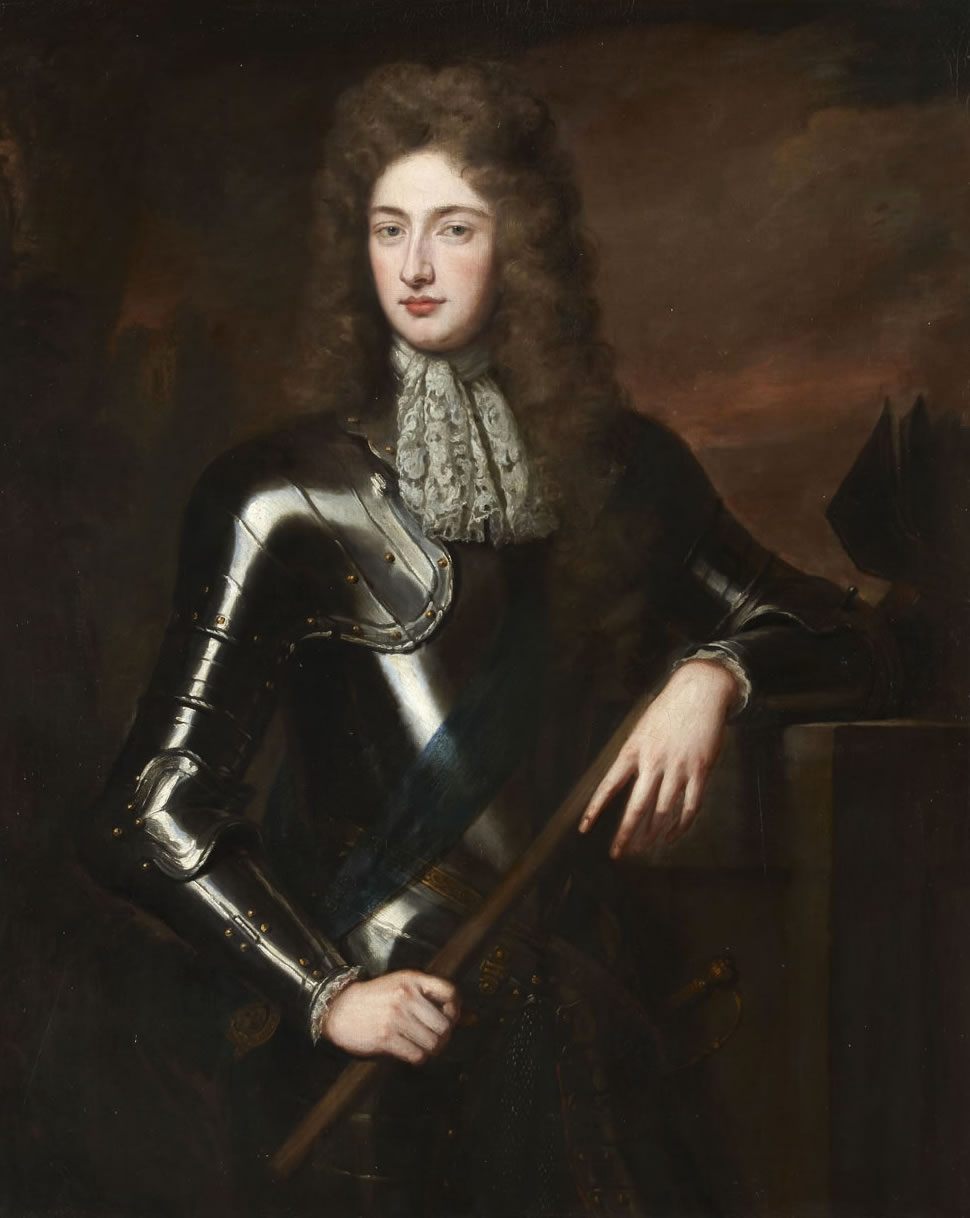
James Fitz-James, primer duque de Berwick. Obra de Godfrey Kneller, 1687 (palacio de Liria, Madrid).

La guerra parecía ganada para los Borbones y el duque de Berwick es llamado al sur de Francia para reprimir la revuelta de los camisardos. También se dedicará a reforzar la costa mediterránea de Francia para evitar ataques de los ingleses o de su aliado, el duque de Saboya. En noviembre de 1705 asedia y conquista el puerto saboyano de Niza, lo que le vale ser nombrado mariscal de Francia.
Mientras, el archiduque Carlos se había apoderado de Gibraltar. Barcelona y Valencia se habían rebelado contra Felipe V y se hacían partidarias de Carlos. Esto fue aprovechado por un ejército anglo-portugués que avanzó por los valles del Duero y del Tajo hasta Madrid, provocando que Felipe V trasladara su corte a Burgos. En junio de 1706, el archiduque Carlos hace su entrada triunfal en Madrid y es nombrado Carlos III de España. Sin embargo, por la falta de apoyos, a finales de ese mismo mes se ve obligado a marcharse a Valencia. Luis XIV decide volver a mandar a España al duque de Berwick. El 4 de octubre de 1706 Felipe V regresa a Madrid en medio del clamor popular. Sin embargo, Carlos fue reconocido rey legítimo en los reinos de Valencia y Mallorca.
En la primavera de 1707 Berwick dirigió un ejército franco-español en una ofensiva para recuperar Valencia, para lo cual debió luchar contra las tropas anglo-portuguesas bajo el mando compartido de Henri de Massue, conde de Galway y marqués de Ruvigny, y de António Luís de Sousa, marqués de As Minas.
El 23 de abril, Berwick ataca a la guarnición inglesa en Villena y fracasa, pero al día siguiente toma la villa de Ayora. Los portugueses e ingleses decidieron atacar antes de que llegaran refuerzos franceses del duque de Orleáns, y Berwick concentró sus tropas en Almansa. El 25 de abril tuvo lugar la batalla de Almansa. Berwick situó la artillería en el centro, en el flanco derecho a la caballería española y en el flanco izquierdo a la francesa. El ejército franco-español ganó el combate y el duque de Orleáns llegó un día después de la victoria. Berwick, que todavía se sentía algo inglés, invitó luego a los enemigos capturados, en su mayoría ingleses, a celebrar con él un banquete en su honor en Almansa. Se daba la paradoja de que un inglés al frente de un ejército mayoritariamente francés derrotó al marqués de Ruvigny, un francés al frente de un ejército inglés.
El duque de Orleáns, que era sobrino de Luis XIV, pasó a relevar a Berwick al mando de las tropas. Sin embargo, Fitz-James siguió colaborando con él a pesar de no tener el mando de las operaciones. Berwick ayudó al duque de Orleans a conquistar Valencia en 1707. También participó en la toma de Játiva y en el sitio de Lérida, que se rindió a mediados de octubre, aunque la guarnición que la defendía no llevó a cabo las capitulaciones hasta noviembre.
En diciembre Berwick regresa a Madrid. Allí Felipe V le otorga el 13 de diciembre de 1707 el título nobiliario de duque de Liria y Jérica, nombrándole además grande de España y caballero de la Orden del Toisón de Oro.
El rey de Francia le nombra gobernador de la provincia de Lemosín, razón por la cual el duque regresa a Francia en febrero de 1708. Participa en las campañas militares en el Rin, los Países Bajos y la frontera de Italia. Recibe el título de nobleza de duque de Fitz-James y el título de dignidad de par de Francia de manos de Luis XIV de Francia en 1710.
En España, el duque había sido sustituido por el duque de Vendôme, que no cumplía con las expectativas; por este motivo en 1712 es enviado a España para ponerse al frente de las tropas francesas en Cataluña y dirigirlas a socorrer Gerona. Posteriormente se va a Francia para las negociaciones del Tratado de Utrecht, pero en Cataluña sigue habiendo combates. Barcelona se convierte en un centro de resistencia contra Felipe V, aunque el cambio de panorama internacional dejó a los catalanes sin apoyos en el exterior.
Con la intención de doblegar a los austracistas, Berwick cruzó la frontera en junio de 1714, dirigiéndose hacia Barcelona. Después de un largo sitio, la ciudad claudicó el 11 de septiembre de 1714. Poco después del mediodía del 12 de septiembre, las tropas de Berwick hicieron su entrada en las calles de Barcelona. En contra de los deseos de Felipe V, Berwick decidió abandonar Barcelona y dirigirse a las posesiones que le había otorgado el monarca en el Levante español.

### Regencia y guerra de la Cuádruple Alianza

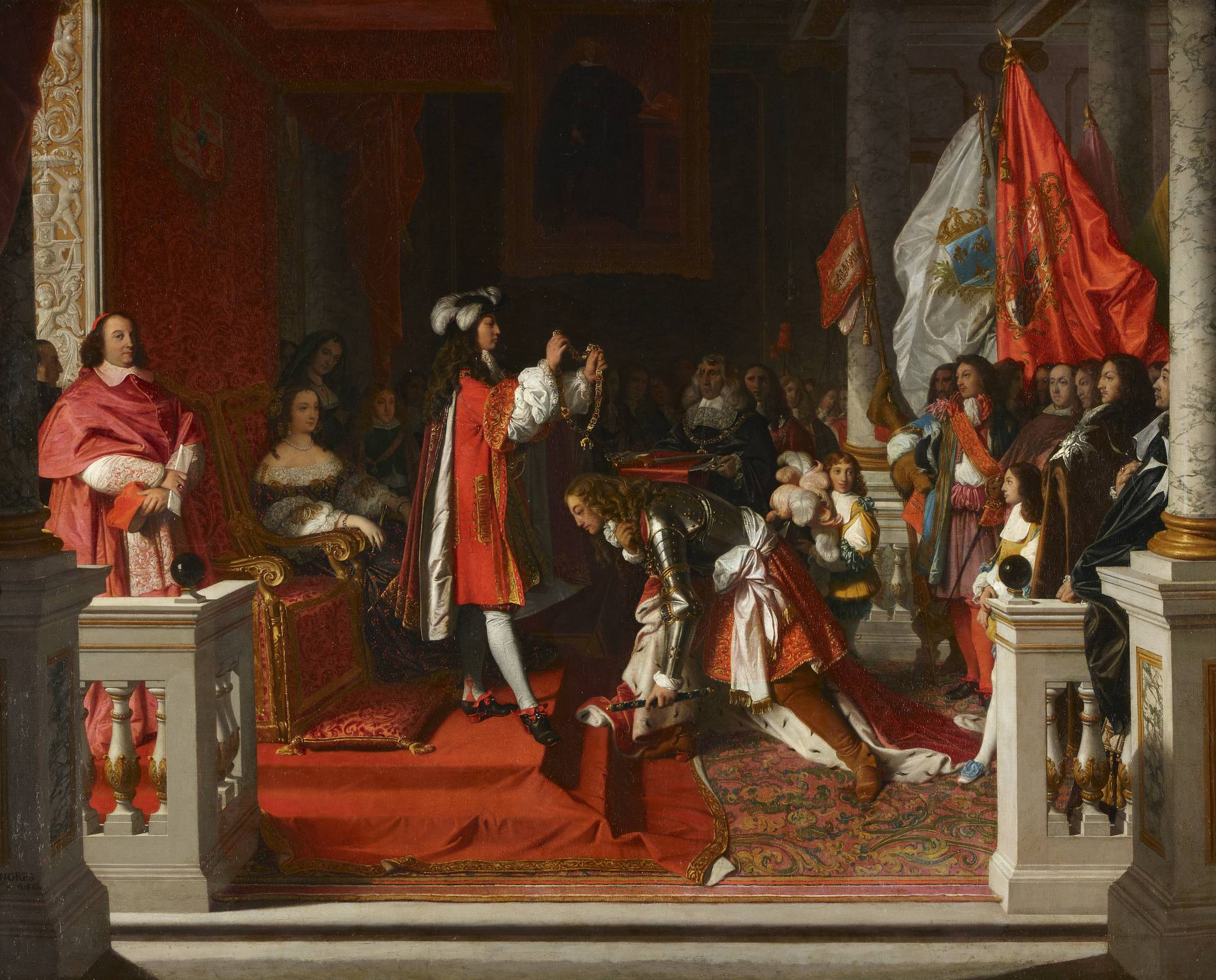
Felipe V concediendo el Toisón de Oro a James Fitz-James, duque de Liria y Jérica, después de Almansa. Obra de Ingres, 1818 (palacio de Liria).

En noviembre de 1719 regresó a Francia. Al morir Luis XIV en 1715, formó parte del Consejo de Regencia.
Berwick fue designado gobernador militar de la provincia francesa de Guyena, donde hizo amistad con Montesquieu.
A su primogénito y heredero, el duque de Liria, hijo del matrimonio con Honora Burke, le entregó los títulos y propiedades que le habían sido dados en España. En agosto de 1718 estalló la guerra de la Cuádruple Alianza contra España. Francia confió el mando de un ejército de 26 000 hombres al duque de Berwick, que entonces residía en Burdeos, para que se dirigiera a España. Berwick aceptó por su sentido del deber con Francia, pero escribió a su hijo:

[...] recuerda siempre que yo soy francés y tú español. Ocurra lo que ocurra, recuerda que eres español, obligado por el honor y la conciencia a ser fiel al rey de España

El duque de Berwick entró en España y ocupó las provincias vascas. Tanto Berwick como Felipe V intentaron evitar un enfrentamiento directo en ese momento y el monarca autorizó la rendición de las plazas. Tras esto Berwick se dirigió a Cataluña.

### Guerra de sucesión polaca
Berwick no fue llamado otra vez para servir en campaña hasta 1733. Ese año fue elegido para mandar el ejército del Rin en la guerra de sucesión polaca, pero fue muerto por una bala de cañón en el sitio de Philippsburg, el 12 de junio de 1734.

## Matrimonio e hijos
En 1695 se casó con Honora Burke, viuda de Patrick Sarsfield, conde de Lucan. De este enlace nació un hijo:
- Jacobo Francisco Fitz-James Stuart y Burgh (1696-1738), II duque de Liria y Jérica y II duque de Berwick; casado con Catalina Ventura Colón de Portugal y Ayala, VIII duquesa de la Vega, VIII duquesa de Veragua, VIII marquesa de la Jamaica, III marquesa de San Leonardo, XII marquesa de la Mota, IV marquesa de Tarazona, marquesa de Villamizar, V condesa de Villalonso, IX condesa de Gelves, VI condesa de Ayala, X condesa de Monterrey, XI vizcondesa de Monterrey y descendiente de Cristóbal Colón.

Viudo en 1698, contrajo segundas nupcias con Ana Bulkeley en 1700. De estas nuevas nupcias nacieron diez hijos:
- Enrique Jacobo de Fitz-James (1702-1721), duque de Fitz-James; casado con Victoire Félicité de Durfort.
- Enriqueta de Fitz-James (1705-1739), casada con Louis de Clermont d'Amboise, marqués de Reynel y de Montglas.
- Francisco de Fitz-James (1709-1764), obispo de Soissons.
- Enrique de Fitz-James (1711-1731), cura, gobernador del Lemosín.
- Carlos de Fitz-James (1712-1787), duque de Fitz-James al suceder a su hermano (1721), gobernador de Limousin; casado con Victoire Louise Josèphe Gouyon de Matignon de Gace.
- Laura Ana de Fitz-James (1713-1766), casada con Timoléon Joachim Louis de Montagu Beaune, marqués de Bouzols.
- María Emilia de Fitz-James (1715-1770), casada con François Marie de Perusse, conde des Cars.
- Eduardo de Fitz-James (1716-1758).
- Ana Sofía de Fitz-James (1718-1763), monja.
- Ana de Fitz-James (1720-1721).

Entre sus descendientes figuran los duques de Fitz-James (franceses) y los duques de Liria (españoles), que posteriormente entroncarían con la casa de Alba. De esta rama también se desprende la rama nobiliaria española de Arion y anglo-española entroncada con la casa de Arion Fitz.

## El apellido Fitz-James Stuart
La partícula Fitz deriva del francés «fils» a través del normando y significa «hijo de». Fue usada por los reyes de Inglaterra para nombrar a sus hijos ilegítimos, que carecían de apellido. En este caso el apellido Fitz-James Stuart (Fitzjames en inglés) significa «hijo de Jacobo Estuardo».